# Micranthes odontoloma
Micranthes odontoloma är en stenbräckeväxtart som först beskrevs av Charles Vancouver Piper, och fick sitt nu gällande namn av A. A. Heller. Micranthes odontoloma ingår i släktet rosettbräckor, och familjen stenbräckeväxter. Inga underarter finns listade i Catalogue of Life.

## Bildgalleri

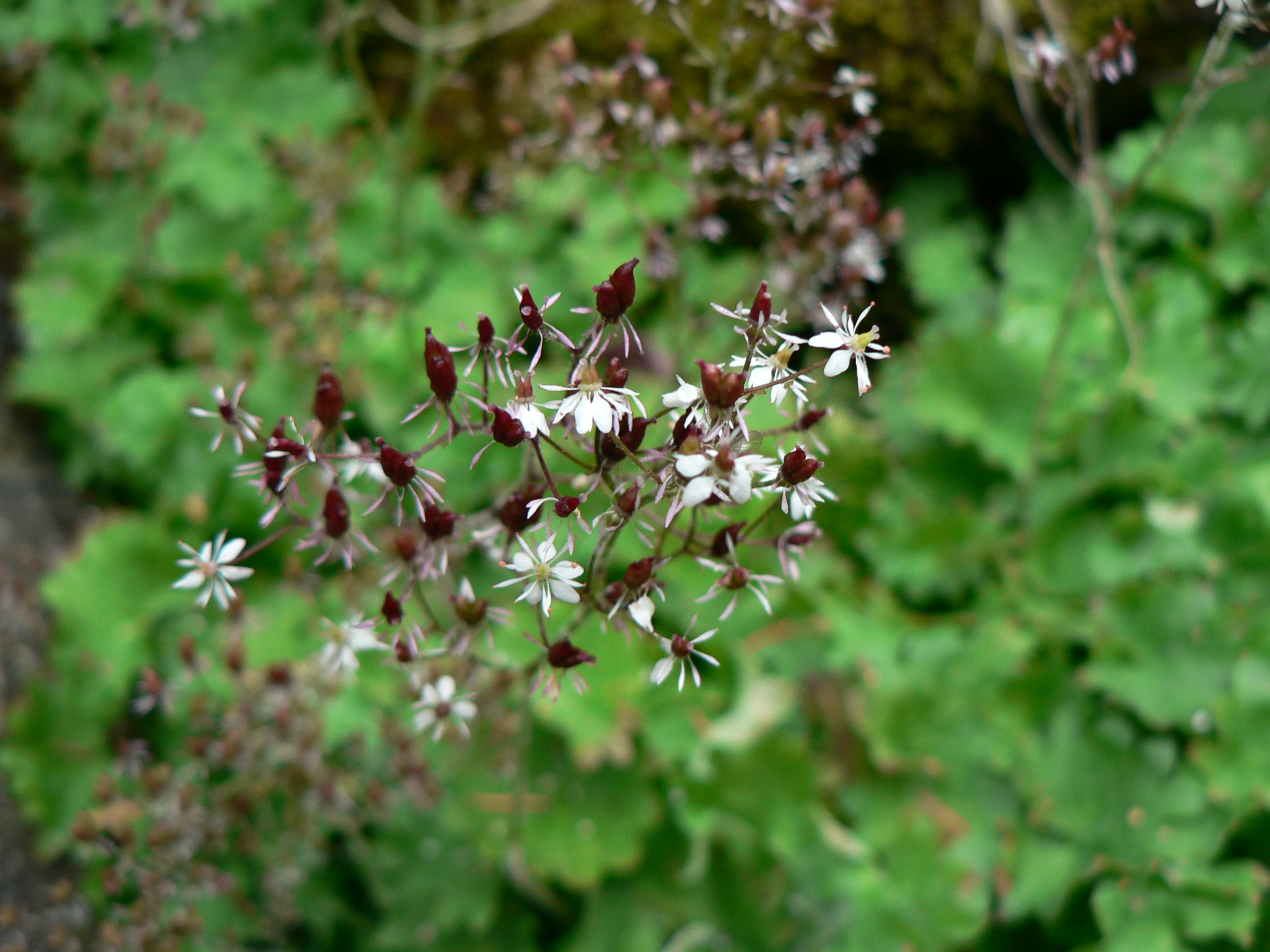
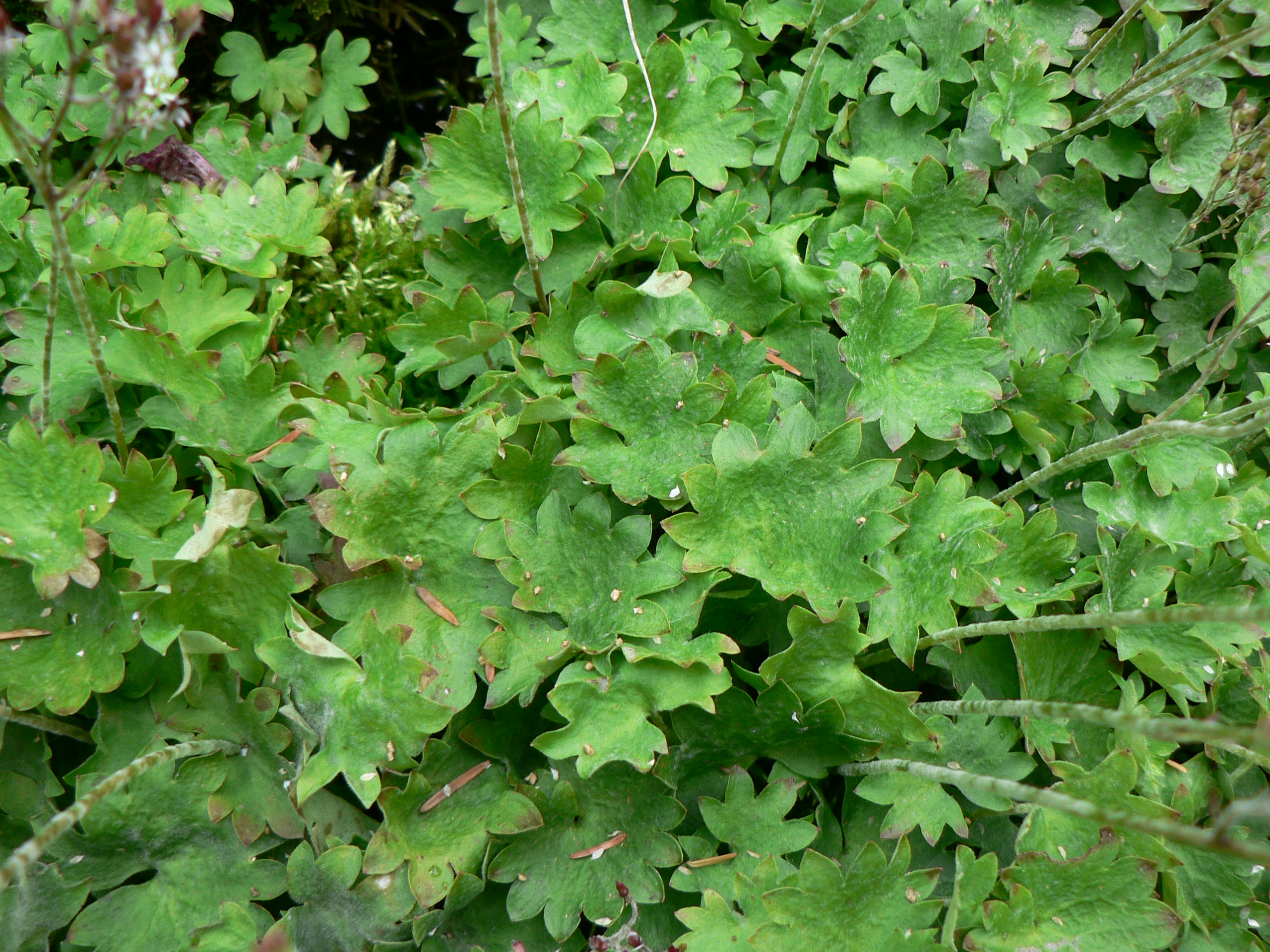
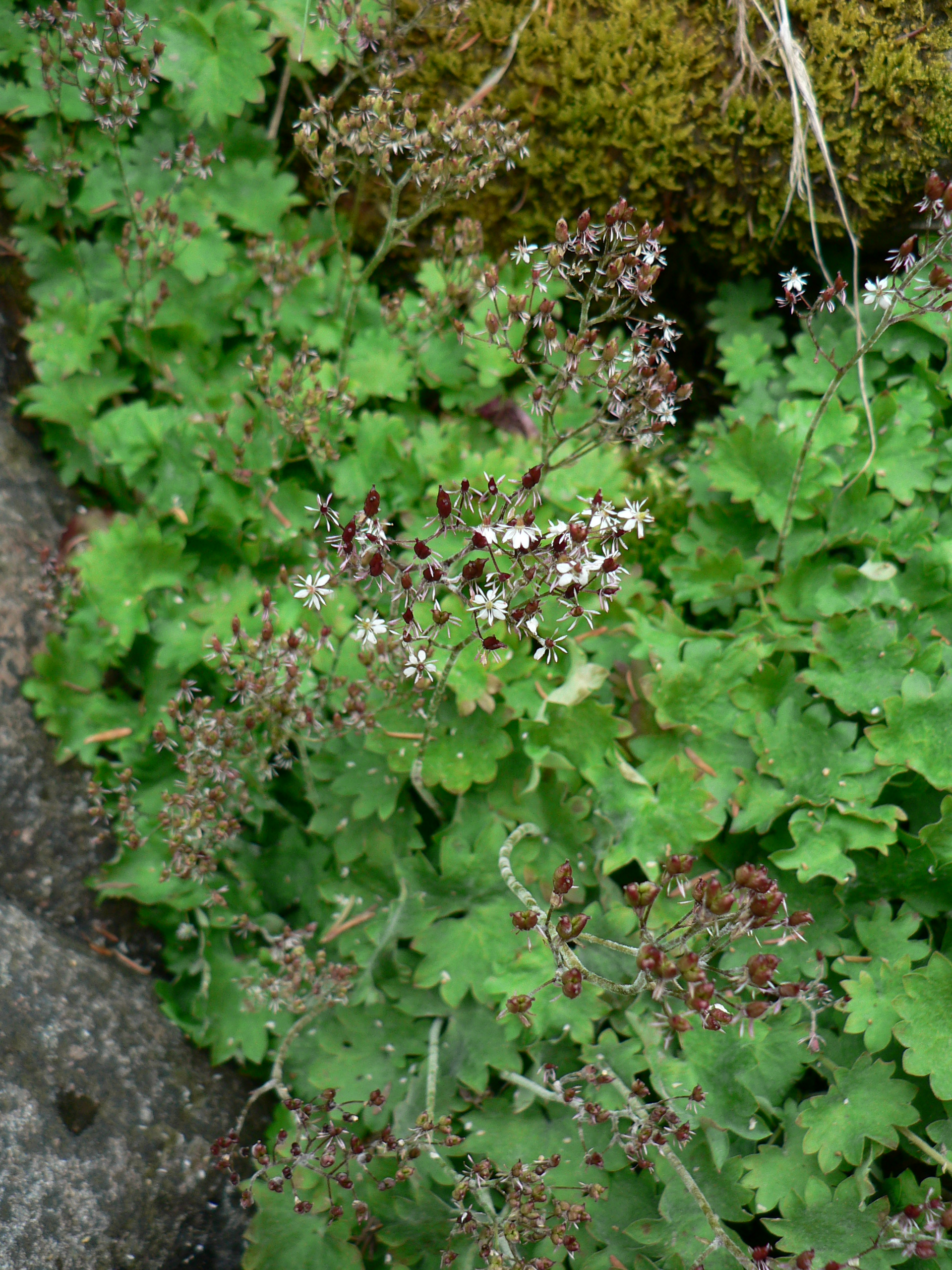
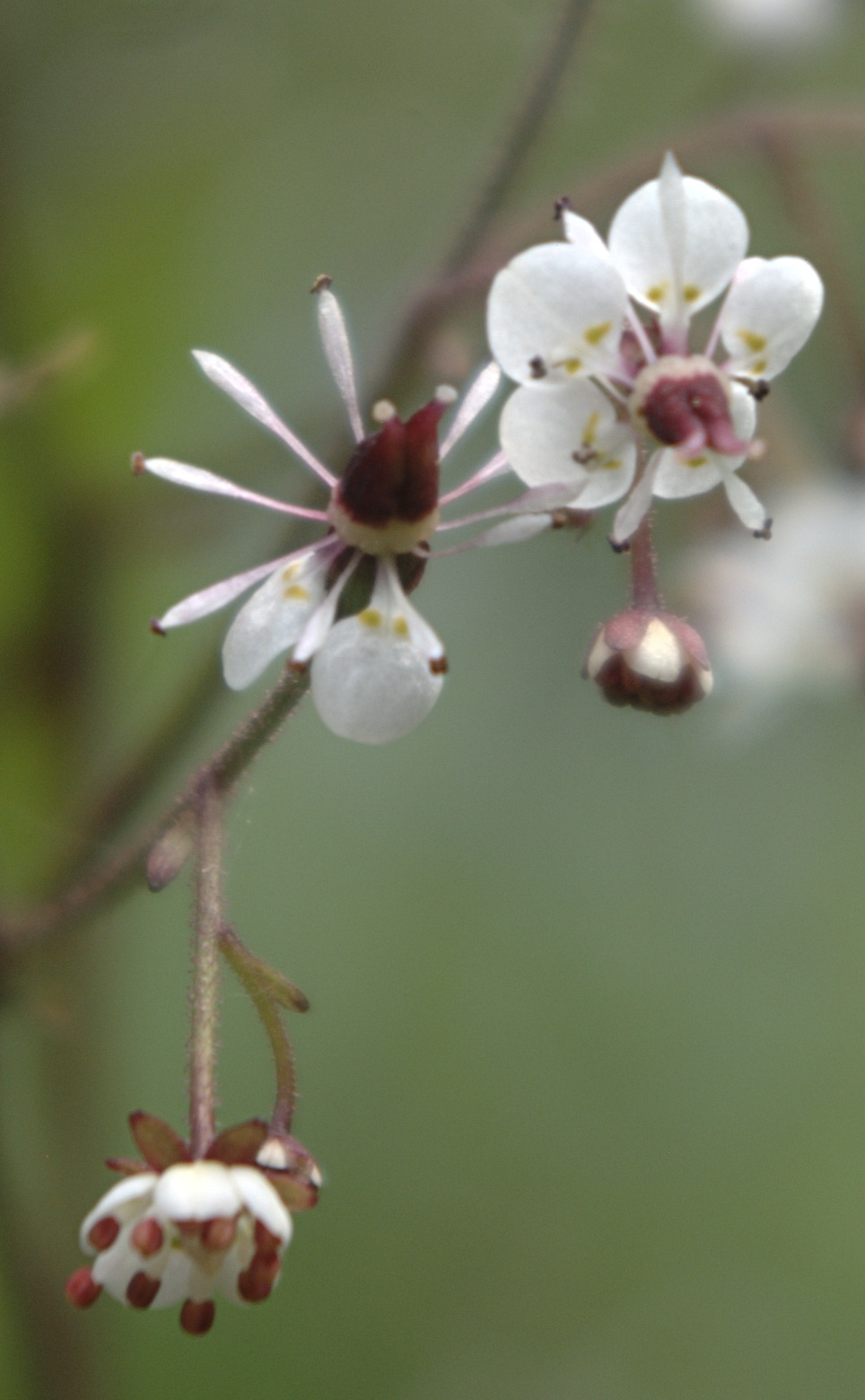